# Köksredskap

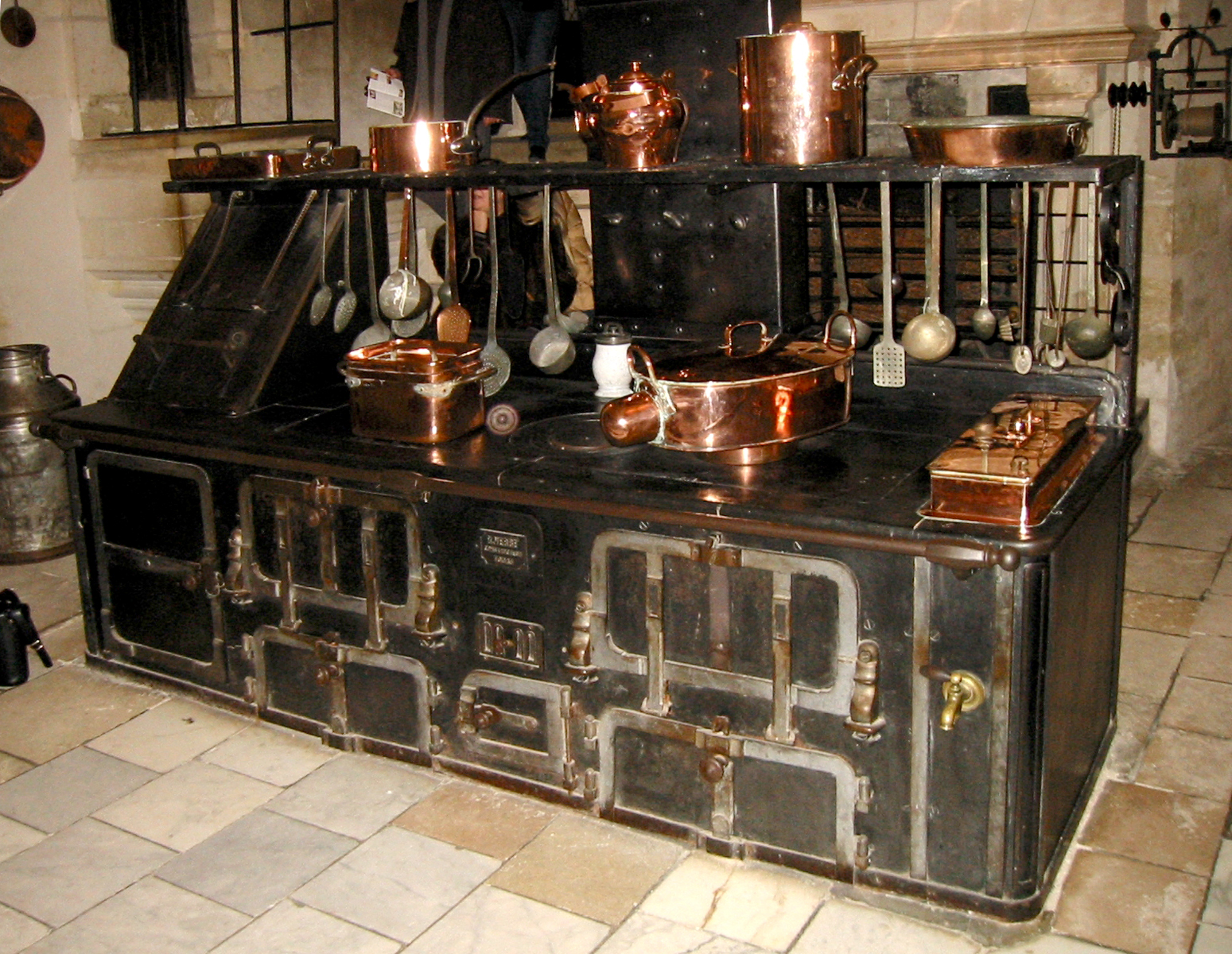
Kök i ett museum i Frankrike med olika köksredskap.

Köksredskap är redskap som används inom matlagning och andra närliggande sysslor som utförs i köket. Dessa redskap är vanligen gjorda av materialen plast, metall och/eller trä. Köksredskap är en typ av husgeråd (redskap och materiel/material som används till olika sysslor i ett hushåll). 
I ett kök finns en mängd olika typer av redskap. Eldrivna och mer komplicerat mekaniska köksredskap är en typ av hushållsapparater. 

## Vanliga köksredskap
Några vanliga köksredskap i svenska kök:
- Diskborste
- Diskställ
- Durkslag
- Förskärare
- Grytlapp
- Karott
- Kastrull
- Konservöppnare
- Potatisskalare
- Potatispress
- Potatisstöt
- Rivjärn
- Skärbräda
- Slaskrensare
- Slev
- Stekpanna
- Visp

### Hushållsapparater
Huvudartikel: Hushållsapparater
- Elvisp
- Hushållsassistent
- Kaffebryggare
- Matberedare
- Mikrovågsugn
- Våffeljärn